# Antéchrista
Antéchrista est le douzième roman d’Amélie Nothomb, paru en 2003 chez Albin Michel.

## Antéchrista
Lorsque Blanche rencontre Christa pour la première fois, elle se dit qu’elle aimerait bien être son amie même si elle sait que cela a peu de chances d’arriver. En effet, Blanche n’a jamais vraiment eu d’amis, elle est plutôt solitaire et préfère passer son temps à lire des livres seule dans sa chambre que de passer du temps avec des gens de son âge. Christa, elle, est totalement le contraire. Elle a beaucoup d’amis, est jolie et aimée. Le seul point commun qui rallie les deux adolescentes est le fait qu’elles ont toutes les deux seize ans.
Un jour, à la grande surprise de Blanche, Christa vient lui parler. Elle lui raconte qu’elle habite loin (à Malmedy) et qu’elle doit faire quatre heures de train par jour pour se rendre à l’université qui se trouve à Bruxelles et que les mardis elle doit se lever à quatre heures du matin afin d’arriver à l’heure. Elle lui raconte également qu’elle vient d’un milieu défavorisé et qu’elle doit donc travailler dans un café près de chez elle afin de financer ses études. En rentrant chez elle ce soir-là, Blanche raconte à ses parents ce que Christa lui avait dit et leur demande si Christa peut venir chez eux tous les lundis afin de pouvoir se lever plus tard. Les parents de Blanche acceptent sans hésitation.
Dès le lendemain, Blanche explique à Christa sa discussion de la veille avec ses parents. Ravie, elle accepte et, dès le lundi suivant, elle débarque chez Blanche. Dès l’arrivée de Christa, Blanche se sent mal à l’aise vis-à-vis de Christa. En effet, rien qu’en entrant dans la chambre, Christa s’est approprié le lit de Blanche sans même qu’on le lui proposât. Ensuite, Christa s’est déshabillée et a forcé Blanche à se déshabiller à son tour pour ensuite se moquer de son corps informe. La mère de Blanche, qui les a vues nues dans la chambre, ne fait aucune remarque à Christa, mais l’en remercie. En voyant la jeune fille dynamique, belle et souriante à côté de sa fille qui, quant à elle, ne souriait pas et était plutôt pantouflarde, elle se dit que c’était l’occasion pour Blanche de sortir un peu de sa chambre et de ses bouquins. Ainsi donc, dès l’arrivée de Christa les parents de Blanche l’adorent et regrettent de ne pas avoir une fille comme cela. Après cette première soirée, Blanche se demande si c’était une bonne idée que d’avoir invité Christa tous les lundis. Malgré le fait qu’une intruse vienne tous les lundis envahir sa chambre, il restait à Blanche tous les autres jours de la semaine jusqu’au jour où, sans prévenir Blanche, ses parents invitent Christa à vivre chez eux toute la semaine. Christa bien sûr, accepte.
Quelque chose dérange Blanche, outre le fait que Christa s’incruste dans sa vie, c’est que, en dehors de chez elle, Christa ne lui adressait pratiquement pas la parole. Blanche comprend alors que Christa est une manipulatrice et décide de l’appeler « Antéchrista », malheureusement pour elle, personne d’autre ne semble remarquer à quel jeu joue Christa. Un jour, Blanche décide d’enquêter sur Christa. Elle prend donc le train jusque Malmedy et se met à la recherche de la maison de Christa ainsi que le bar dans lequel elle travaille. Après un petit temps de recherche, elle finit par trouver le bar et tombe sur le petit ami de Christa. Quand elle parlait de lui, Christa le décrivait comme un beau jeune homme qui ressemble à David Bowie. Lorsqu’elle le voit, Blanche découvre le premier secret de Christa : son petit ami (Detlev) ne ressemble pas le moins du monde à David Bowie. Ensuite, elle demande à Detlev de lui indiquer la maison de Christa et c’est à ce moment-là que Blanche découvre le secret de Christa. Elle, qui prétend venir d’un milieu défavorisé et qui se met toujours en avant en disant qu’elle doit travailler dur afin de joindre les bouts, n’est rien de cela. En effet, la maison que Blanche découvre est une immense maison digne d’une famille riche. En rentrant chez elle, Blanche explique tout à ses parents. D’abord, ils sont furieux qu’elle soit allée fouiner dans la vie de Christa qu’ils idolâtrent, mais, lorsqu’elle a tout raconté, ils ne sont plus en colère contre Blanche, mais contre Christa, et ils le lui font comprendre dès lors qu’elle arrive chez eux. Christa fait alors ses bagages et s’en va. Peu de temps après les parents de Blanche reçoivent des appels du père de Christa qui s’indigne de la manière dont ils ont traité sa fille et du loyer exorbitant qu’ils lui demandaient chaque mois. Après ce coup de téléphone, les parents de Blanche se rendent compte que Christa ne leur mentait pas qu’à eux, en effet Christa mentait aussi à ses parents, car jamais les parents de Blanche ne lui avaient demandé quoi que ce soit comme loyer. Après les vacances de Pâques, Christa quitte l’école et Blanche et ses parents continuent leur vie comme s’il ne s’était jamais rien passé.

### Documentation critique
- MALGORZATA WIERZBOWSKA, Ewa,  Les relations familiales dans le roman d’Amélie Nothomb Antéchrista , dans Murielle Lucie CLÉMENT et Sabine VAN WESEMAEL (dir.), Relations familiales dans les littératures française et francophone des XXe et XXIe siècles. La figure de la mère, Paris, L’Harmattan, 2008, p. 235-244. (Chapitre de collectif).